# Sándor Petőfi
Sándor Petőfi [ˈʃaːndor ˈpɛtøːfi]IPA, původně Alexander Petrovič (1. ledna 1823 Kiskőrös – 31. července 1849), byl maďarský (uherský) revoluční, lyrický básník slovenského původu, představitel revolučního romantismu. Psal poezii milostnou, revoluční a reflexivní, je autorem několika eposů.

## Život
Petőfiho původem se podrobně zabýval József Kiss (1923–1992) v knize Petőfi adattár (1992). Výsledky studií Lajose Jakuše dokládají slovenský původ větví obou rodičů do roku 1685. Poslední známé místo předků otce jsou Vaďovce v Nitranské župě. Předkové matky byli z Necpal v Turci. Obě větve byly evangelické. Jméno Petrovič je původem zřejmě srbské nebo chorvatské, z čehož se usuzuje, že předkové otce byli Srbové, kteří přišli na Slovensko možná v 16. století, možná už ve středověku. Otec se jmenoval Štefan Petrovič (István Petrovics), byl řeznickým mistrem a maďarštinu ovládal jen částečně, matka se jmenovala Marie Hrúzová a mluvila slovensky.
Petőfi byl žákem slovenského národovce Štefana Koreňa, ve slovenském evangelickém chrámu v Pešti ho jako 10letého konfirmoval Ján Kollár. Mateřským jazykem mu byla slovenština. Když byl student, vysmívali se mu pro jeho maďarštinu ovlivněnou slovenštinou. Časem se však začal považovat za Maďara. Maďarizovanou verzi svého jména používal od svých 20 let, čili posledních 6 let svého života. Právě jeho slovenský původ mohl být důvodem pro jeho hungarofilskou horlivost.
Když měl Alexander dva roky, jeho rodina se přestěhovala do čistě maďarského města Kiskunfélegyháza, které později Petőfi vydával za své rodné město. Zpočátku žili v blahobytu. Jeho otec se pokusil svým dvěma synům zajistit nejlepší školy. Alexander navštěvoval několik škol, v letech 1833–1834 piaristické gymnázium v Pešti, 1835–1838 slovenské evangelické gymnázium v Aszóde, kde potkal svou první lásku a začal psát verše. Po neúspěšném pokusu stát se členem kočovné herecké společnosti ho otec na podzim 1838 poslal do lycea v Banské Štiavnici (kde byl spolužákem Andreje Sládkoviče). V únoru 1839 za školy utekl, aby se mohl věnovat divadlu (podle některých názorů byly důvodem jeho ukončení studia finanční problémy rodičů, otec přišel na mizinu během povodně na Dunaji). Potom Alexander střídal různá zaměstnání na více místech: v Pešti byl pomocníkem v divadle, v Ostffyasszonyfě učitelem a nakonec se v Soproni dal naverbovat na vojnu (září 1839). Po prodělaném plicním onemocnění byl v únoru 1841 zproštěn vojenské služby. V letech 1841–1842 studoval na kolegiu v Pápě, kde se setkal se svým pozdějším přítelem Mórem Jókaiem. O rok později, v roce 1842, v časopise Atheneum poprvé otiskly jeho verše, a to pod názvem A borozó. Byly podepsány jménem Sándor Petrovics, ale ještě v témže roce začal své verše publikovat s pomaďarštěným příjmením Petöfi. 
Vedle poezie ho zajímalo divadlo, na podzim roku 1842 se přidal k jedné kočující divadelní společnosti. Po jejím rozpadu v roce 1843 se živil jako písař na bratislavském sněmu a současně vypomáhal v divadle. Stále pracoval na svém sebevzdělávání, naučil se francouzsky a anglicky, studoval západoevropské básníky (nejvíc miloval Bérangera) a četl spisy francouzských osvícenských filozofů. Překládal romány z angličtiny (Robin Hood a jiné), Shakespearovy hry (Coriolanus a část Romea a Julie).
V roce 1844 se vrátil k divadlu a putoval z Debrecínu do Budapešti, aby našel vydavatele svých veršů. První básnickou sbírku vydal v roce 1844 pod názvem Versek. V témže roce byl pomocným redaktorem časopisu Pesti Divatlap, a to na přímluvu básníka Mihály Vörösmartyho. Ve svých populárních básních často využíval rytmus lidových písní. Nejdelší práci napsal v roce 1845, byla to epická báseň pod názvem Bohatýr Jan (János vitéz). Vydal také dvě sbírky milostných veršů. V letech 1845–1846 prožíval uměleckou i lidskou krizi, v jeho díle se projevil pesimismus (básnický cyklus Mraky). V dubnu 1845 ukončil práci v časopise a vydal se na toulky po Uhrách, které popsal v knize Cestovní zápisky. Pokusil se o drama (Tygr a hyena) a román (Provaz kata), ale bez úspěchu. 
V 1846 se v Sedmihradsku seznámil s Julií Szendreyovou. V následujícím roce se s ní přes zákaz jejího otce oženil a svatební cestu strávili na zámku Petőfiho jediného aristokratického přítele, básníka Sándora Telekiho. V prosinci 1848 se jim narodil syn Zoltán.

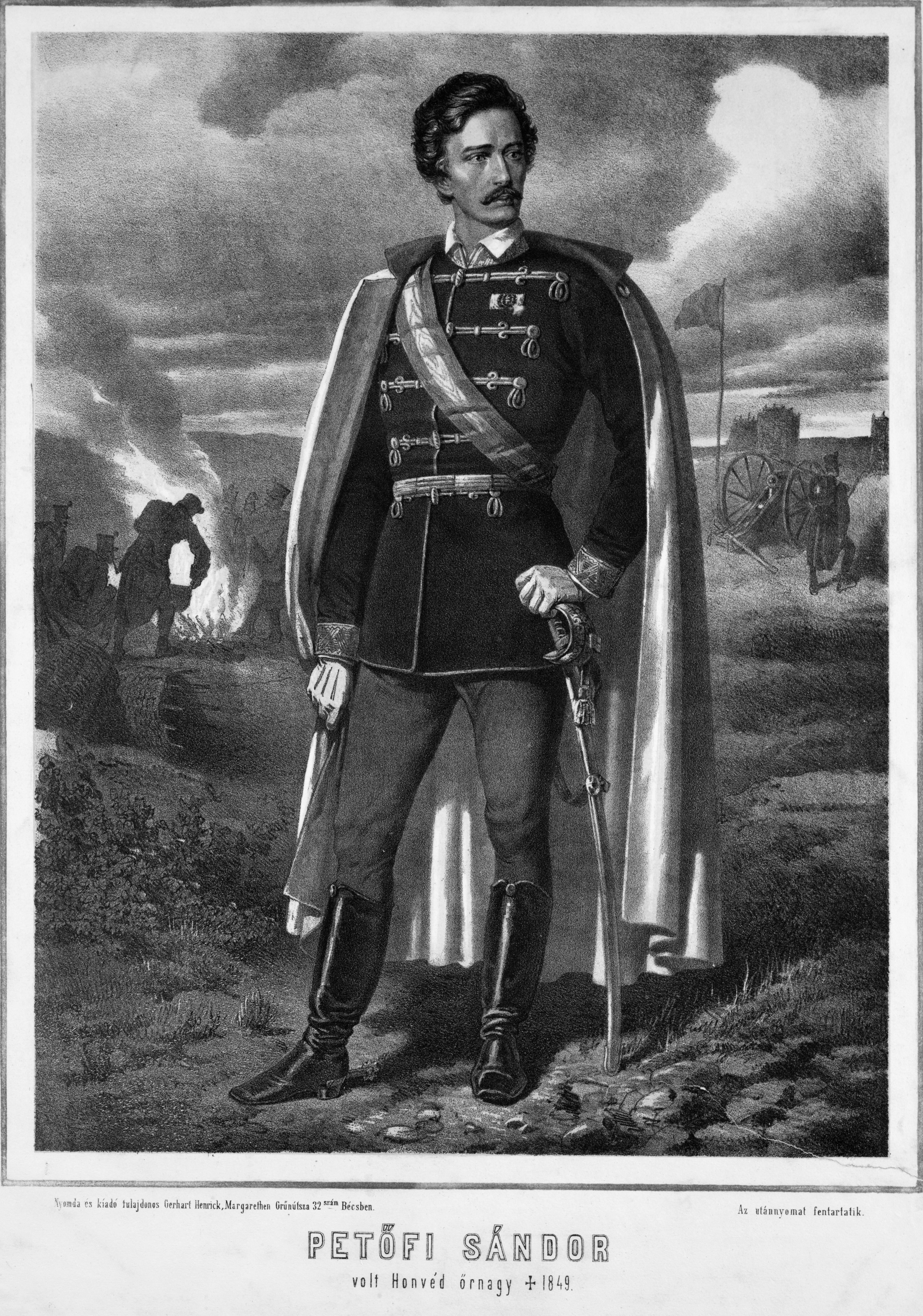
Petöfi v uniformě národní gardy

Jeho reputace básníka rostla, v roce 1847 vyšla souborné vydání jeho básní, které obsahovalo všechny dřívější sbírky a dalších 105 básní. Sbírka s názvem Všechny Petöfiho básně byla přijata s nadšením. První vydání v počtu 3000 výtisků bylo vyprodáno během několika měsíců a následovala ještě tři další. Pak redigoval časopis Életképek, společně s přítelem Jókaiem.
V březnu 1848 se jako jeden z vůdců skupiny nazvané Březnová mládež spolupodílel na vypuknutí revoluce. Jeho Píseň národa (Nemzeti dal) byla manifestační básní této revoluce. Kromě toho spolupracoval na přípravě dvanácti požadavků Maďarů vůči Rakouskému císařství. S řadou vůdců povstání se však dostal brzy do sporu. Neschvaloval kompromisy politiků a otevřeně mnohé kritizoval. Proti básníkovi byla zahájena tajná a otevřená politická kampaň. Petőfiho popularita rychle klesala a veřejné mínění se také obrátilo proti němu. V červnu 1848 neúspěšně kandidoval do uherského sněmu. Zklamaný a ovlivněný svými zážitky v této době napsal svou báseň Apoštol. Rozešel se i s přítelem Jókaiem, kterému vyčítal sňatek s o mnoho mladší dívkou.

Když zasáhlo Rusko proti revoluci vojensky, Petőfi se přihlásil do oddílů maďarské armády, již vedl Józef Bem. Sloužil zde především jako válečný zpravodaj. Naposledy byl spatřen 31. července 1849 u Segešváru, jak sleduje a zaznamenává průběh bitvy. Okolnosti jeho smrti nejsou známy a do dnešního dne se o nich vedou četné spory. Jeho tělo nebylo nalezeno. Podle tradičního maďarského názoru Petőfi padl v segešvárském oddílu. Podle jiných ho jako válečného zajatce odvlekli do Ruska, kde ještě dlouhou dobu (do roku 1856) žil na Sibiři, kde ho později popravili nebo zemřel přirozenou smrtí.

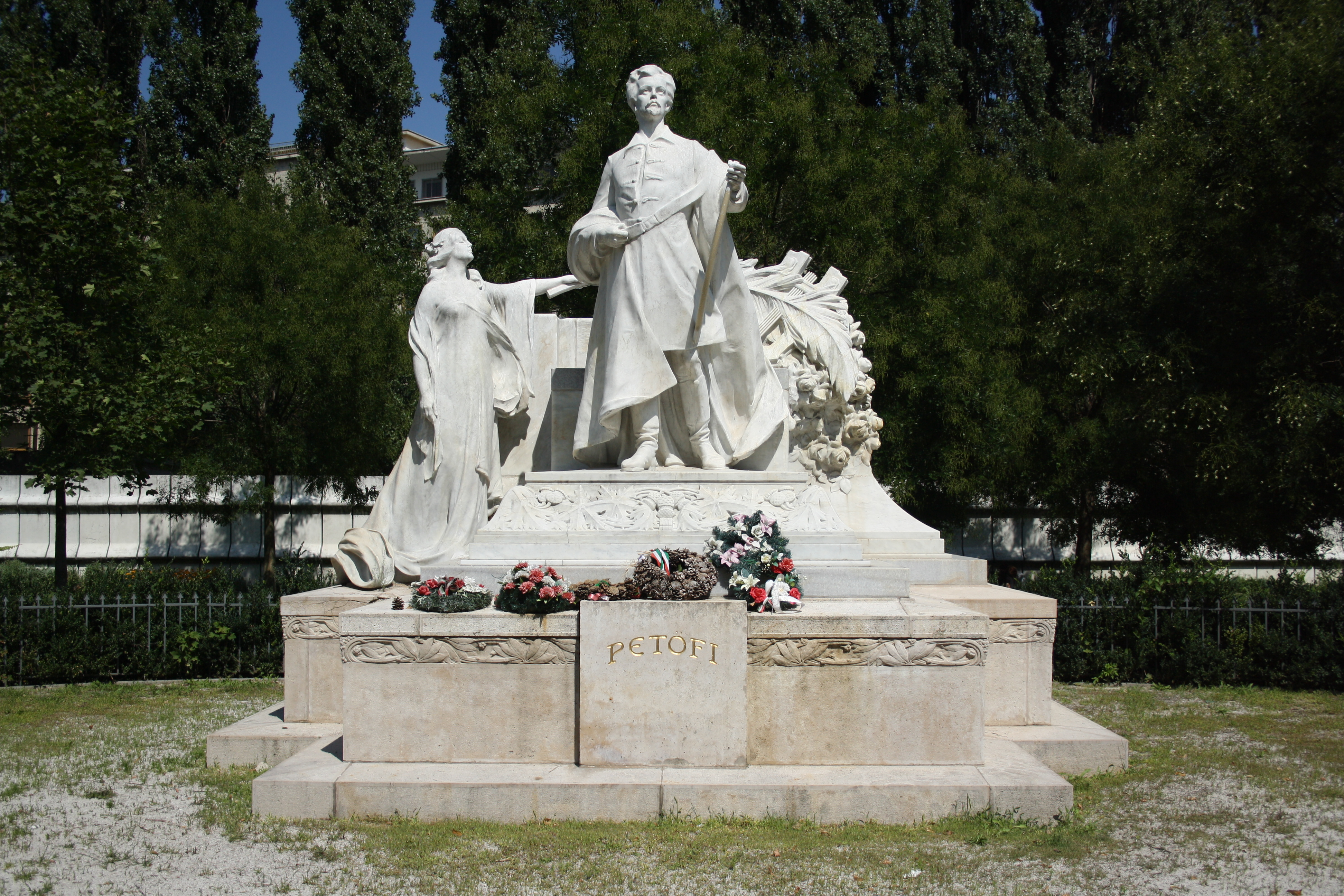
Socha Sándora Petőfiho v Medické zahradě v Bratislavě

## Dílo
Jednou z hlavních charakteristik jeho poezie je přímočarost, upřímnost a přirozenost. Jeho díla se vyznačují také originalitou a emocionálním bohatstvím. Jeho poezií prostupuje láska k maďarskému lidu a víra, že obrození Maďarska bude jeho dílem. Víra v člověka je u Petöfiho atributem svobody. Nešlo mu však jen o národní program revoluce, ale o všeobecnou svobodu a rovnost. Motiv svobody je přítomný i v jeho milostné poezii, která je charakteristická prostým, lidovým tónem (báseň Volské spřežení, Svoboda a láska). Zachovalo se více než 850 básní.
- Píseň národa (Nemzeti dal, 1848) – výzva k lidovému povstání s úvodním zvoláním Vzhůru Maďaři (Talpra, magyar!)
- Apoštol – epos z roku 1848, tragický osud revolucionáře připomíná události z básníkova života, vyjádřil v něm své chápání historie
- Bohatýr Jan (János vitéz)– epos, jehož hrdinou je poddaný sirotek, který se po vykonání hrdinských činů dostal do čarovné říše
- Blázen Ištók (Bolond Istók)– lyrika
- V bitvě – dojmy z armády
- Evropa je tichá zas
- Mé písně
- Perly lásky (Szerelem gyöngyei, 1845) – lyrická poezie, příběh lásky básníka k bohaté dívce, která odmítne jeho žádost o ruku (je odrazem Petöfiho citů k Bertě Mednyánszké)